# Rockhouse Records

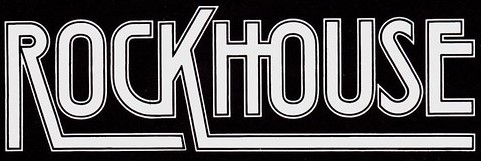
Rockhouse logo 1980

Rockhouse Records  was een platenlabel van was de Nederlandse toonaangevende platenmaatschappij De Platenboer B.V.. Rockhouse Records heeft meer dan 200 geluidsdragers voortgebracht in o.a. het Rock and Roll genre.
Rockhouse Records was het label wat geheel was gericht op Rock and Roll muziek. In 1985 werd het sublabel KIX 4 U opgericht wat meer gericht was op het alternatieve en psychobilly genre. De Platenboer, later Platenboer B.V. huisveste de namen Rockhouse, Rockhouse Records, Rockhouse Music, KIX 4 U, CD Express en de Rockhouse Meeting en is opgericht in 1973.

## Geschiedenis
Het echtpaar Bert Rookhuizen en Frances van 't Oever beginnen aanvankelijk een platenzaak 'De Platenboer' aan de Haarlemmerstraat 146 - 148, Amsterdam in 1973 waar men in eerste instantie muziek van begin jaren zeventig en eind jaren zestig verkochten. Bert en Frances begonnen Rock and Roll muziek uit Engeland te importeren van o.a. Shakin' Stevens, Matchbox en Crazy Cavan die daar redelijk succesvol waren. Door die import zijn ze zich daar min of meer in gaan specialiseren. Dat bleek een schot in de roos want steeds meer mensen wisten de winkel van de Platenboer te vinden. Vooral veel mensen uit het zuiden en oosten van Nederland. Doordat men ook bereid was om de platen via de post te ontvangen is men een one-stop postorderbedrijf begonnen met de naam Rockhouse.
In 1975 is het label Rockhouse Records opgericht met als eerste artiest Crazy Cavan and the Rhythm Rockers, met als titel Crazy Rhythm LP7510.